# Ingenuus
Decimus Lælius Ingenuus, appelé Ingenuus, est un général romain. Il est l'un de ceux qui usurpent la pourpre impériale sous l'empereur Gallien

## Sources et datation
Selon l'Histoire Auguste il est proclamé  sous le consulat de Tuscus et Bassus, c'est-à-dire en 258, tandis que Aurelius Victor situe cette usurpation à la disparition de Valérien, ce qui serait en 260. L'ouvrage de Jenö Fitz établit la date de 258, quoique J. F. Drinkwater préfère suivre Aurelius Victor et adopte la date de 260. Toutefois, Jean Lafaurie considère qu'Aurelius Victor a confondu l'empereur Valérien avec le César Valérien le Jeune, décédé en 258, ce qui rétablit la concordance des dates à 258. Hans-Georg Pflaum et André Chastagnol, spécialiste de l'Histoire Auguste, se rallient à cette chronologie.
Pour sa part, aucune monnaie émise par Ingenuus ne figure au catalogue du numismate Henry Cohen.

## Biographie
Ingenuus commande comme dux les forces armées des provinces de Pannonie et de Mésie sous la direction nominale de Valérien le Jeune. La mort de Valérien le Jeune lui laisse les pleins pouvoirs, et provoque son usurpation en Mésie. Gallien aidé de la cavalerie commandée par Aureolus le bat près de Mursa en Pannonie (aujourd'hui Eszék en Hongrie). La fin d'Ingenuus est incertaine : selon l'Histoire Auguste, il se serait suicidé en se jetant à l'eau, selon Zonaras, il est tué dans sa fuite par ses gardes du corps.